# أنابينة ثؤلولية
أنابينة ثؤلولية (الاسم العلمي: Anabaena verrucosa) هي نوع من البكتيريا تتبع جنس الأنابينة من الفصيلة النوستكية.